# Emre Özkan
Emre Özkan (* 24. Dezember 1988 in Üsküdar in der Provinz Istanbul) ist ein türkischer Fußballspieler.

## Karriere

### Im Verein
Emre Özkan begann mit dem Vereinsfußball in der Jugend von Feneryoluspor und wechselte von dort aus 2002 in die Jugend von Bağlarbaşıspor. Im gleichen Jahr fiel er den Talentjägern von Beşiktaş Istanbul auf und er wechselte daraufhin in die Jugend von Beşiktaş. Februar 2006 erhielt er hier einen Profi-Vertrag, spielte aber weiter überwiegend für die Reservemannschaft und kam in lediglich drei Pflichtspielen zum Einsatz. Zum Saisonende gelang ihm mit seiner Mannschaft der Gewinn des Türkischen Fußballpokals.
Ab der Saison 2007 spielte er dann als Leihgabe in verschiedenen türkischen Mannschaften. So verbrachte er von August 2007 bis Februar 2008 bei Zeytinburnuspor, ab Februar 2008 bis Mai 2008 bei MKE Ankaragücü und ab Januar 2009 bis Mai 2009 bei Eskişehirspor.
Im Sommer 2009 wurde er für eine Spielzeit an Orduspor verliehen. Hier wusste er zu überzeugen, sodass seine Leihdauer um eine weitere Spielzeit verlängert wurde. In seiner zweiten Saison schaffte er mit seinem Verein den Aufstieg in die höchste türkische Spielklasse, die Süper Lig. Zum Saisonende kam ein geplanter Wechsel wegen der zu hohen Ablösesumme nicht zustande; so verlängerte man die Leihdauer um eine weitere Saison. In seiner ersten Süper-Lig-Saison kam er auf 18 Ligaspiele.
Zum Sommer 2013 wechselte er innerhalb der Liga zu Kardemir Karabükspor. Nach Zweieinhalb Spielzeiten wechselte er im Januar 2016 zum Zweitligisten Kayseri Erciyesspor.

### In der Nationalmannschaft
Özkan fing früh an für die türkischen Jugendnationalmannschaften zu spielen. Er durchlief die U-18, U-19 und die U-21-Jugendmannschaft.
Zudem wurde er 2011 einmal für die zweite Auswahl der türkischen Nationalmannschaft nominiert, kam aber nicht zum Einsatz.

## Erfolge
Beşiktaş Istanbul
- Türkischer Pokalsieger: 2006

Orduspor
- Aufstieg in die Süper Lig: 2011